# Sonia Bornstein
Sonia Bornstein (urodzona jako Zofia (Zina) Bornstein) (ur. 1907 lub 1909 w Warszawie, zm. 1942 lub 1944) – polska malarka tworząca we Francji.
Podawane są różne daty urodzenia i przypuszczalnej śmierci. Wiadomo, że w 1926 mieszkała w Paryżu, a w latach 1927-1928 w Montrouge. Od 1926 brała udział w trzech kolejnych Salonach Jesiennych, gdzie wystawiała malarstwo portretowe. Uczestniczyła w otwartej 19 października 1929 w paryskiej galerii Édition Bonaparte wystawie „Art polonais moderne” (Polska sztuka nowoczesna). Również w 1929 Sonia Bornstein miała wystawę indywidualną, odbyła się w Galerii Mots et Images. Uczestniczyła również w zorganizowanej w Salonie Henri Brendee w Zurychu wystawie „Jüdische Künstler unserer Zeit” (Żydowscy artyści naszych czasów). W 1934 działające w Polsce Żydowskie Towarzystwo Krzewienia Sztuk Pięknych przygotowało wystawę malarstwa Soni Bornstein w Warszawie.
Francuskie katalogi z wystaw podają zniekształcone nazwisko malarki Borstein lub Bernstein.